# Unam Tose
Pas d'image ? Cliquez ici

a Compétitions nationales et continentales officielles uniquement.

b Matchs officiels uniquement.
Unam Tose, née le 3 mai 2000, est une joueuse internationale sud-africaine de rugby à XV évoluant au poste de demi de mêlée.

## Biographie
Unam Tose naît le 3 mai 2000.
En 2022, elle joue pour les Border Bulldogs. Elle a 11 sélections en équipe d'Afrique du Sud quand elle est retenue en septembre 2022 pour disputer la Coupe du monde en Nouvelle-Zélande.